# Chiesa di Sant'Eusebio al Masero
La chiesa di Sant'Eusebio al Masero si trova in una zona isolata e boschiva nei pressi della frazione di Masero nel comune di Scarmagno. La chiesa è stata edificata tra la fine del X e l'inizio dell'XI secolo.

## Architettura
L'impronta dello stile romanico è visibile soprattutto nell'abside semicircolare con la superficie suddivisa in tre campiture formate da paraste sormontate da coppie di archetti pensili debolmente aggettanti; la stessa decorazione è presente sulle due pareti laterali.
La costruzione ha conosciuto nel tempo rifacimenti significativi a cominciare dal suo sopraelevamento avvenuto in epoca successiva.
La navata è sormontata da un tetto a capriate (come già doveva essere nella chiesa originale). Solo quasi impercettibili tracce rimangono degli affreschi che ricoprivano il catino absidale.

## Pittura
Sulla parete destra si conserva un affresco (2,68 x 1,56 m.) in forma di polittico con cinque riquadri: al centro riconosciamo una Madonna del latte (con il Bambino tutto avvolto in fasce); alla sinistra una figura di santo in veste di cavaliere (san Defendente?) e san Sebastiano; alla destra sant'Eusebio in abiti vescovili e sant'Antonio abate. L'affresco, che porta la data 1424, è attribuito a Domenico della Marca di Ancona: la staticità delle figure e la attenzione minuziosa posta nella rappresentazione degli abiti della Madonna e di sant'Eusebio costituiscono elementi cardine per l'attribuzione a questo maestro portatore di una concezione arcaica dell'arte sacra che operò a lungo in Canavese.

## Galleria d'immagini

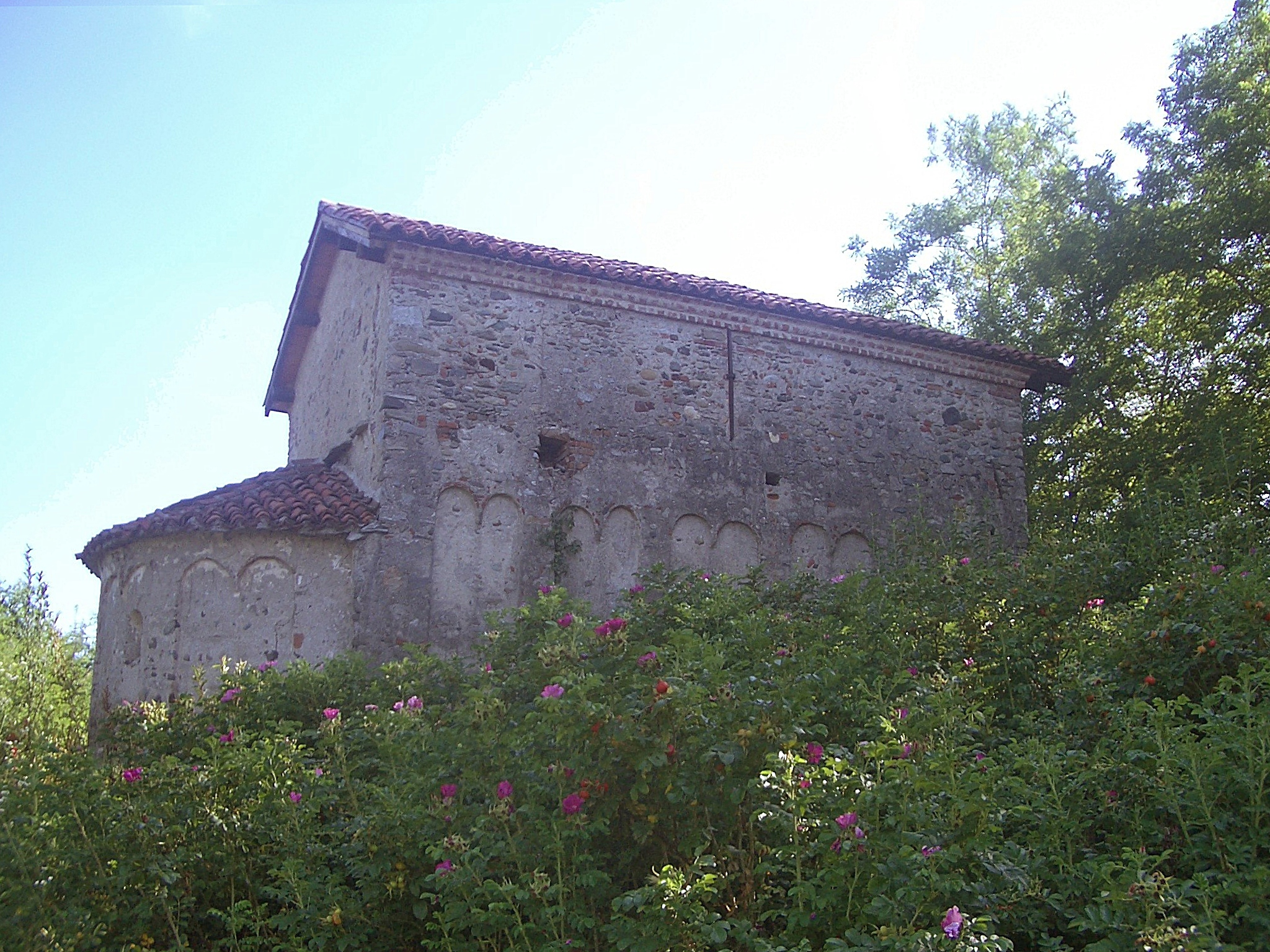
Veduta abside e lato nord
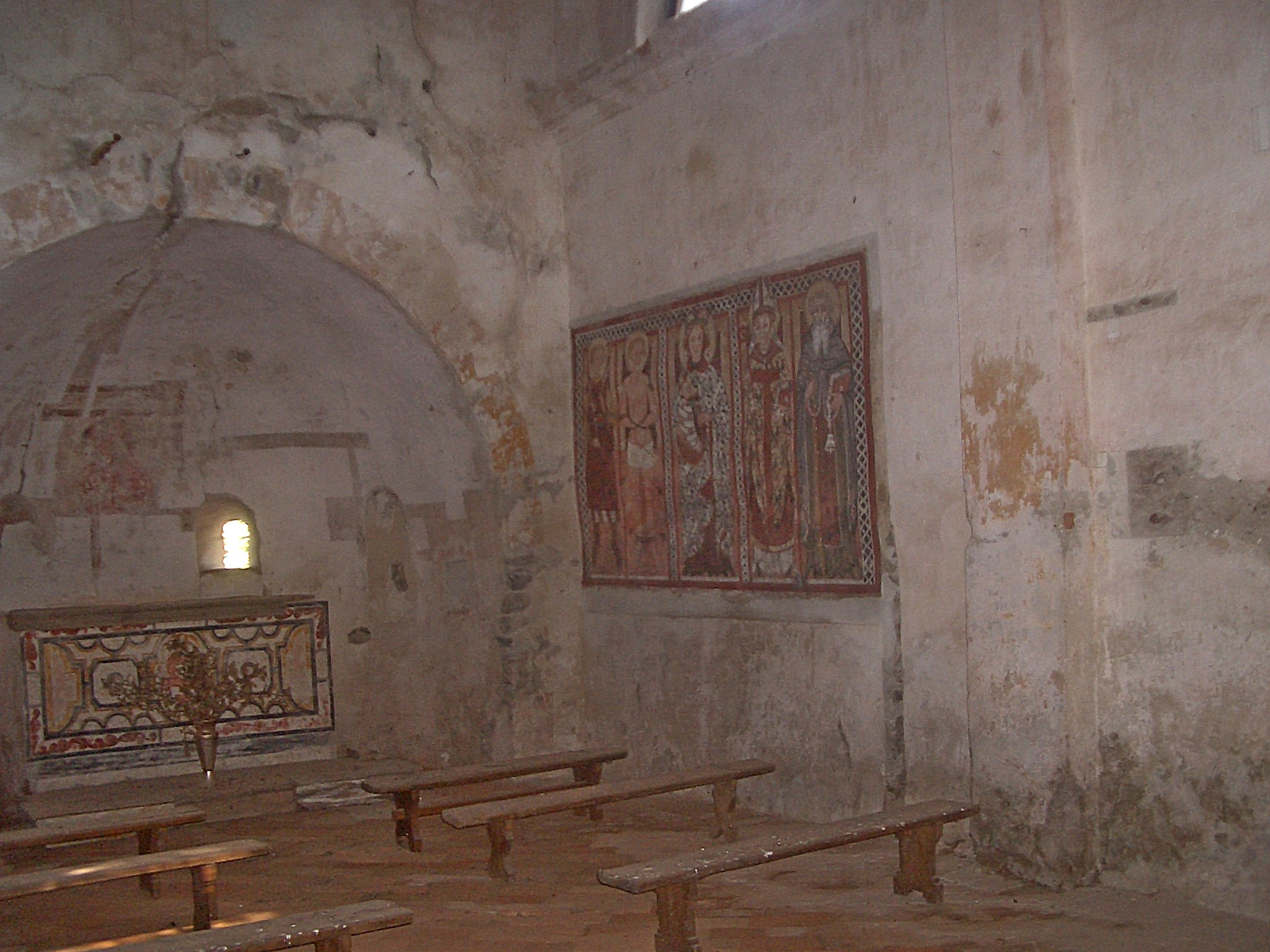
Veduta dell'interno con affresco di Domenico della Marca di Ancona